# شهرک ارم
شهرک ارم یکی از شهرک‌های نوبنیاد شهر تبریز است که از 10 منطقه تشکیل شده است. این شهرک در شمال غرب شهر و در نزدیکی کوه عون بن علی واقع شده‌است. شهرک ارم بیش‌تر کوهستانی است و بیمارستان اصلی سازمان تأمین اجتمایی شهر تبریز به‌نام «بیمارستان استاد عالی‌نسب» در آن قرار گرفته‌است. فلکهٔ اصلی این شهرک «فلکهٔ معلم» نام دارد. شهرک ارم در حوزهٔ استحفاظی شهرداری منطقهٔ ده تبریز قرار گرفته‌است.
کتابخانهٔ علامه امینی یکی از کتابخانه‌های موجود در شهرک ارم است که دارای سالن مطالعه و آمفی‌تئاتر می‌باشد. کانون محمد رسول الله در منطفهٔ ۸ این شهرک با کتابحانه‌ای با ظرفیت ۱۰۰ نفر از سال ۸۷ به مدیریت حجت الاسلام علی لطیفی شروع به فعالیت کرده و در حال حاضر مهندس جواد هاشم پور مدیریت آن مجموعه را عهده دار می‌باشند. چند دانشگاه غیرانتفاعی و مرکز آموزش عالی در این شهرک فعالیت می‌کنند.که مجتمع آموزشی نور ارم یکی از آنان است
شهرک ارم از ۱۰ منطقه تشکیل شده است. این شهرک را می‌توان یکی از شهرک‌های خوش اب و هوا و در حال توسعه تبریز به حساب آورد که با دارا بودن پارک‌ها و فضای سبز دلنشین و نزدیکی به تفرجگاه عینالی و با فضاهایی آرام و ساکن یکی از شهرک‌های زیبای شهر تبریز است.